# 大野いと
大野 いと（おおの いと、1995年〈平成7年〉7月2日 - ）は、日本の女優、ファッションモデル。福岡県中間市出身。ホリプロ所属。

## 来歴
兄が2人、2歳年上の姉が1人おり、「いと」は本名である。姉の名前が「縫（ぬい）」で、両親が「糸で布を縫うように仲の良い姉妹になるように」という願いを込めて命名した。また、兄弟全員の名前がそれぞれの生まれた年の干支に因んだ名前となっており、長男は寅年なので「たいが」、次男は辰年なので「りょう」、長女は戌年なので「ぬい」、大野自身は亥年なので「いと」と名付けられた。
綾瀬はるかのファンで、2008年夏休みに福岡県で行われた映画『おっぱいバレー』のロケを友人と一緒に見学しに行ったときに、綾瀬のマネージャーにスカウトされる。その時はTシャツにミニスカート、サンダルという格好だった。
『週刊文春』（文藝春秋）2009年9月17日号の「原色美女図鑑」と、2009年12月22日発売の『週刊少年マガジン』（4・5号併合、講談社、表紙は綾瀬）で、モデルとして登場。後者の撮影では『おっぱいバレー』のロケ地となった筑豊電気鉄道萩原電停や門司港レトロなどを訪れた。
2010年2月から雑誌『Seventeen』（集英社）の専属モデルとして活動を開始。
2011年春公開の映画『高校デビュー』でヒロイン・長嶋晴菜役に抜擢。これが女優としてのデビュー作となった。
2011年、中間市立中間中学校の卒業を機に上京。
2012年11月「第91回全国高校サッカー選手権大会」8代目応援マネージャー就任。
2014年3月に八雲学園高等学校を卒業後、4月に明治大学文学部に入学。
2015年10月スタートの『馬子先輩の言う通り』（フジテレビ）で、ドラマ初主演。
2015年7月、雑誌『Seventeen』の専属モデルを卒業。
2016年3月、『ライ王のテラス』で初舞台出演。大野は、戯曲の作者である三島由紀夫を、2014年の1年間、大学で研究の対象にしていた。
2016年3月、中間市のPR大使に就任。
2018年3月、明治大学文学部を卒業。卒業論文のテーマは「アンドレイ・タルコフスキイの鏡論」。
2019年4月、グリーンチャンネルのイメージキャラクターとなる。
2019年12月に2020年の東京オリンピックの5月13日に聖火リレーで通過する福岡県のランナーとして内定した。新型コロナウイルスの影響で、2021年に延期。しかし聖火リレーが中止となり、直接触れ合う機会が無くなってしまったため、特別メッセージ動画を配信した。

## 人物
- 趣味は映画鑑賞とお菓子作り。
- 特技は短距離走（種目は100m、200m）[5]。
- 尊敬する人物は大塩平八郎[2]。憧れの女優は綾瀬はるか[14]。
- 2011年、西内まりやと同じ高校に通っていた。近視のため、度入りの黒縁メガネを持っていて、映画や黒板を見るときだけに使っていた[15]。
- 福岡ソフトバンクホークスのファンで、年に2、3回は福岡ドームに駆けつける[いつ?][14]。

## 作品

### 映像作品
- 月刊 NEO ムービー 大野いと（2011年6月、イーネット・フロンティア、撮影：若木信吾）ASIN B004XG1C5E

## 出演

### テレビドラマ
- 高校生レストラン（2011年5月7日 - 7月2日、日本テレビ） - 星野佳世 役
- 南極大陸（2011年10月16日 - 12月18日、TBS） - 犬塚美津子 役
- 最高の人生の終り方〜エンディングプランナー〜（2012年1月12日 - 3月15日、TBS） - 井原桃子 役
- 黒の女教師（2012年7月20日 - 9月21日、TBS） - 下村明日香 役
- 東野圭吾ミステリーズ 第4話（2012年7月26日、フジテレビ） - 山下玲子 役
- ストロベリーナイト アフター・ザ・インビジブルレイン 「東京」（2013年1月26日、フジテレビ） - 多田美代子 役
- ネオ・ウルトラQ 第10話（2013年3月16日、WOWOW） - 矢代ミチル 役
- あまちゃん 第13週 - 第25週（2013年6月24日 - 9月17日、NHK） - 遠藤真奈 役[14][16]
- 山田くんと7人の魔女（2013年8月10日 - 9月28日、フジテレビ） - 小田切寧々 役[17]
- 巫女に恋して（2014年1月2日、テレビ東京） - ふみ 役[18]
- 金田一少年の事件簿N（neo） 第3話・第4話（2014年8月2日・9日、日本テレビ） - 白石美穂 役
- 私たちがプロポーズされないのには、101の理由があってだな 第6話（2014年12月9日、LaLa TV） - マユミ 役
- ホテルコンシェルジュ 第9話・最終話（2015年9月15日・22日、TBS） - メグ（小早川愛） 役
- 馬子先輩の言う通り（2015年10月10日 - 12月26日、フジテレビ） - 主演・馬子 役[8]
- ダメな私に恋してください 第4話（2016年2月2日、TBS） - 丹野綾 役
- コールドケース 〜真実の扉〜 第1話（2016年10月22日、WOWOW） - 佐伯香奈恵 役
- この世にたやすい仕事はない 第5話・第6話（2017年5月4日・11日、NHK BSプレミアム） - 美千留 役
- 遺留捜査 第4シリーズ 第8話（2017年9月8日、テレビ朝日） - 川嶋由希 役
- 新宿セブン（2017年10月13日 - 12月22日、テレビ東京） - 水月華 役[19]
- 同期のサクラ（2019年10月9日 - 12月18日、日本テレビ） - 中村小梅 役
- 悪魔の手毬唄〜金田一耕助、ふたたび〜（2019年12月21日、フジテレビ） - 青池里子 役[20][21]
- 月曜プレミア8・十津川警部の事件簿（テレビ東京） - 羽村凛々子 役
  - 「危険な賞金」（2020年5月25日）
  - 「草津・殺しのトライアングル」（2023年2月13日）
  - 「終着駅殺人事件」（2023年10月9日）[22]
- 竹内涼真の撮休 第2話（2020年11月14日、WOWOWプライム）
- リコカツ（2021年4月16日 - 6月18日、TBS） - 三本木なつみ 役[23]
- 真夜中にハロー!（2022年1月14日 - 3月18日、テレビ東京） - 村木あずみ 役[24]
- インビジブル（2022年4月15日 - 6月17日、TBS） - 安野東子 役[25][26]
- 相棒 season21 第17話（2023年2月15日、テレビ朝日） - 大塚あゆみ 役
- 婚活1000本ノック 第6話（2024年2月21日、フジテレビ） - 青柳和代 役
- 山田全自動の福岡暮らし（2025年3月20日、テレビ東京） - あゆみ 役[27]
- スティンガース 警視庁おとり捜査検証室 第3話（2025年8月5日、フジテレビ） - 阿南 役[28]

### ウェブドラマ
- 高校デビュー〜デビュー直前集中講座〜（2011年3月4日 - 25日、LISMO Channel） - 長嶋晴菜 役
- 1ページの恋（2019年2月18日 - 3月25日、AbemaTV ※九州朝日放送でも放送） - 小橋奈津菜 役[29]
- 放課後ていぼう日誌（2023年6月13日 - 、Lemino） - 小谷さやか 役[30]

### 映画
- 高校デビュー（2011年4月1日、アスミック・エース） - 主演・長嶋晴菜 役[4]
- 愛と誠（2012年6月16日、角川映画 / 東映） - 高原由紀 役
- 愛を歌うより俺に溺れろ!（2012年8月25日、角川映画） - 主演・桜坂水樹 役[31]
- ツナグ（2012年10月6日、東宝） - 御園奈津 役
- 偉大なる、しゅららぼん（2014年3月8日、東映 / アスミック・エース） - 速水沙月 役
- ライヴ（2014年5月10日、KADOKAWA） - 主演・室田ルミ 役[32]
- 天の茶助（2015年6月27日、松竹 / オフィス北野） - ユリ 役[33]
- 忘れ雪（2015年11月7日、アーチ・エンタテインメント） - 深雪 役[34]
- 雨にゆれる女（2016年11月19日、ビターズ・エンド） - 理美 役[35]
- 兄に愛されすぎて困ってます（2017年6月30日、松竹） - 美丘千雪 役[36]
- 谷崎潤一郎原案 / TANIZAKI TRIBUTE『悪魔』（2018年2月24日、TBSサービス） - 照子 役[37]
- クジラの島の忘れもの（2018年4月19日から開催される「島ぜんぶでおーきな祭 第10回沖縄国際映画祭」でワールドプレミア上映 / 5月12日から全国で公開、オムロ） - 主演・木元愛美 役[38][39]
- 東京ワイン会ピープル（2019年10月4日、キグー） - 雨宮千秋 役
- 転がるビー玉（2020年2月7日全国順次公開） - テテ 役[40]
- 新卒ポモドーロ（2020年2月21日[41]、エムエフピクチャーズ） - 主演・川島美沙 役 ※渋江譲二とダブル主演
- 高津川（2019年11月29日先行公開 / 2022年2月11日全国公開、ギグリーボックス） - 斉藤七海 役[42]

### 舞台
- ライ王のテラス（2016年3月4日 - 17日、赤坂ACTシアター） - 村娘クニュム 役[10]
- 音楽朗読劇『冷蔵庫のうえの人生』（2016年6月、草月ホール / 兵庫県立芸術文化センター 阪急中ホール） - 娘 役[43]
- 春のめざめ（2017年5月5日 - 23日、神奈川芸術劇場 / 5月27・28日、ロームシアター京都 / 6月4日、北九州芸術劇場 / 6月10・11日、兵庫県立芸術文化センター） - ヒロイン・ヴェントラ 役[44][45]
- ウィングレス（wingless）-翼を持たぬ天使-（2023年5月1日 - 21日、紀伊國屋サザンシアター TAKASHIMAYA / 5月27日・28日、梅田芸術劇場 シアター・ドラマシティ） - 絹田玲菜 役[46]
- ある閉ざされた雪の山荘で（2024年1月22日 - 28日、大手町三井ホール） - 中西貴子 役[47]
- ある日、ある時、ない男。（2025年8月25日 - 9月16日〈予定〉、東京グローブ座 / 9月21日 - 28日〈予定〉、梅田芸術劇場シアター・ドラマシティ / 10月4日 - 7日〈予定〉、J:COM北九州芸術劇場 大ホール） - 笹峰たまよ 役[48]

### CM
- 江崎グリコ 日本横断グリコワゴン（2010年12月 - 2011年3月）
- NHK 公共放送NHKスポット（2012年1月1日 - ）
- P&G PANTENE（2012年2月 - ）
- マーベラスAQL「牧場物語 つながる新天地」（2014年2月 - ）[49]
- 日本メナード化粧品 フェイシャルサロン 「ナビゲーター」編、「2人で一緒に」編（2018年5月1日 - ）[50]
- グリーンチャンネル（2019年4月 -）[51]
- C4 Connect 放置少女〜百花繚乱の萌姫たち〜「美しい世界へ」篇（2021年4月29日 - ）[52]

### 広告
- 第91回全国高校サッカー選手権大会 第8代目応援マネージャー（2012年）[7]
- PARCO SUMMERキャンペーンモデル（2013年）[53][54]

### 新聞
- 朝日新聞 TVフェイス「人が多くて慣れません」（2012年1月7日）

## 書籍

### 写真集
- 月刊 NEO 大野いと（2011年4月、イーネット・フロンティア、撮影：若木信吾）ISBN 978-4862058348
- ITO（2012年9月、ワニブックス、撮影：橋本雅司）ISBN 978-4847044892[55]
- dear（2015年6月25日、ワニブックス、撮影：ND CHOW）ISBN 978-4847047466[56]
- mellow（2021年2月26日、blueprint、撮影：桑島智輝）ISBN 978-4-909852-14-4[57][58]

### 雑誌連載
- Seventeen（2010年3月号 - 2015年8月号、集英社） - 専属モデル